# 玫红眉朱雀
玫红眉朱雀（学名：Carpodacus rhodochrous）为雀科朱雀属的鸟类。分布于喜马拉雅山脉、从克什米尔到锡金以及中国大陆的宁夏、西藏等地，主要生活于高山，夏季一般在3000-3300m 处活动，冬季下降至低处，生活在松柏、桦、栎等森林下木中以及或山坡灌丛中及高山草地中。该物种的模式产地在喜马拉雅山。

## 特征
玫红眉朱雀体重约17.81克，翼长约79.9毫米，嘴峰长约14.4毫米，喙宽度约6.9毫米，喙厚度约8.4毫米，跗蹠长约18.1毫米，尾长约56.6毫米。玫红眉朱雀是部分迁徙的鸟类，其栖息在半开放的高大树木（主要是喜马拉雅冷杉和白桦）组成的森林中，食性为草食性，主要食物来源是植物的干果或种子。